# Złote Kolce
Złote Kolce – doroczny ranking polskich lekkoatletów przygotowywany od 1970 przez magazyn Sport i Polski Związek Lekkiej Atletyki. Pomysłodawcą Złotych Kolców był Andrzej Gowarzewski, który kierował siedmioma pierwszymi edycjami rankingu (1970–76). Zawodnicy otrzymują punkty za zajmowane miejsca na najważniejszych zawodach lekkoatletycznych w kraju (mistrzostwa Polski) i za granicą (igrzyska olimpijskie, mistrzostwa świata i Europy, halowe i na otwartym stadionie). Dodatkowe punkty zyskują za pobicie rekordów świata, Europy czy Polski, a także za wysokie pozycje na listach najlepszych wyników w sezonie.

## Laureaci Złotych Kolców
| rok  | kobiety                | mężczyźni             |
| ---- | ---------------------- | --------------------- |
| 1970 | Teresa Sukniewicz      | Henryk Szordykowski   |
| 1971 | Irena Szewińska        | Władysław Komar       |
| 1972 | Irena Szewińska        | Władysław Komar       |
| 1973 | Irena Szewińska        | Bronisław Malinowski  |
| 1974 | Irena Szewińska        | Bronisław Malinowski  |
| 1975 | Irena Szewińska        | Władysław Kozakiewicz |
| 1976 | Irena Szewińska        | Jacek Wszoła          |
| 1977 | Irena Szewińska        | Władysław Kozakiewicz |
| 1978 | Grażyna Rabsztyn       | Jan Ornoch            |
| 1979 | Grażyna Rabsztyn       | Marian Woronin        |
| 1980 | Grażyna Rabsztyn       | Władysław Kozakiewicz |
| 1981 | Małgorzata Nowak       | Bogusław Mamiński     |
| 1982 | Lucyna Kałek           | Janusz Trzepizur      |
| 1983 | Lucyna Kałek           | Zdzisław Hoffmann     |
| 1984 | Lucyna Kałek           | Bogusław Mamiński     |
| 1985 | Genowefa Błaszak       | Marian Woronin        |
| 1986 | Ewa Kasprzyk           | Krzysztof Krawczyk    |
| 1987 | Ewa Kasprzyk           | Marian Kolasa         |
| 1988 | Agata Karczmarek       | Zdzisław Szlapkin     |
| 1989 | Małgorzata Rydz        | Tomasz Nagórka        |
| 1990 | Wanda Panfil           | Robert Korzeniowski   |
| 1991 | Wanda Panfil           | Artur Partyka         |
| 1992 | Małgorzata Rydz        | Artur Partyka         |
| 1993 | Urszula Włodarczyk     | Artur Partyka         |
| 1994 | Urszula Włodarczyk     | Artur Partyka         |
| 1995 | Małgorzata Sobańska    | Artur Partyka         |
| 1996 | Urszula Włodarczyk     | Robert Korzeniowski   |
| 1997 | Urszula Włodarczyk     | Robert Korzeniowski   |
| 1998 | Urszula Włodarczyk     | Artur Partyka         |
| 1999 | Krystyna Zabawska      | Marcin Urbaś          |
| 2000 | Kamila Skolimowska     | Robert Korzeniowski   |
| 2001 | Monika Pyrek           | Szymon Ziółkowski     |
| 2002 | Kamila Skolimowska     | Robert Korzeniowski   |
| 2003 | Monika Pyrek           | Robert Korzeniowski   |
| 2004 | Anna Rogowska          | Robert Korzeniowski   |
| 2005 | Monika Pyrek           | Szymon Ziółkowski     |
| 2006 | Monika Pyrek           | Daniel Dąbrowski      |
| 2007 | Anna Jesień            | Marek Plawgo          |
| 2008 | Monika Pyrek           | Tomasz Majewski       |
| 2009 | Anita Włodarczyk       | Piotr Małachowski     |
| 2010 | Anita Włodarczyk       | Piotr Małachowski     |
| 2011 | Karolina Tymińska      | Paweł Wojciechowski   |
| 2012 | Anita Włodarczyk       | Tomasz Majewski       |
| 2013 | Anita Włodarczyk       | Paweł Fajdek          |
| 2014 | Anita Włodarczyk       | Adam Kszczot          |
| 2015 | Anita Włodarczyk       | Paweł Fajdek          |
| 2016 | Anita Włodarczyk       | Piotr Małachowski     |
| 2017 | Anita Włodarczyk       | Piotr Lisek           |
| 2018 | Anita Włodarczyk       | Wojciech Nowicki      |
| 2019 | Joanna Fiodorow        | Marcin Lewandowski    |
| 2020 | Justyna Święty-Ersetic | Wojciech Nowicki      |
| 2021 | Anita Włodarczyk       | Wojciech Nowicki      |
| 2022 | Katarzyna Zdziebło     | Paweł Fajdek          |
| 2023 | Natalia Kaczmarek      | Wojciech Nowicki      |
| 2024 | Natalia Bukowiecka     | Wojciech Nowicki      |